# 屋根裏部屋のマリアたち
『屋根裏部屋のマリアたち』（やねうらべやのマリアたち、Les Femmes du 6e étage）は、2010年のフランスのコメディ映画。
監督はフィリップ・ル・ゲイ、出演はファブリス・ルキーニとサンドリーヌ・キベルランなど。
1960年代のパリを舞台に、資産家の主人とスペイン人メイドたちの心のふれあいを描いている。

## ストーリー
1962年のパリ。ジャン＝ルイ・ジュベールは祖父の代から続く証券会社を経営する資産家の中年男性である。ある日、ジャン＝ルイの亡くなった母親に忠実だったベテランメイドのジェルメーヌが、ジャン＝ルイの妻シュザンヌと感情的にぶつかり、突然辞めてしまう。友人からスペイン人メイドが勤勉だと聞いたシュザンヌは、同じアパルトマンの6階の屋根裏部屋（女中部屋）で暮らすメイド、コンセプシオンの姪で、パリにやって来たばかりのマリアを雇うことにする。勤勉で優秀、しかもジャン＝ルイが最もこだわる半熟卵の茹で具合が絶妙なマリアをジャン＝ルイは大いに気に入る。
ある日、ふとしたことからマリアたちが暮らす屋根裏部屋にやって来たジャン＝ルイは、そこの共同トイレが詰まっていることを知ると、すぐに修理工を呼んで対応する。これをきっかけに屋根裏部屋で暮らすスペイン人メイドたちと親しくなったジャン＝ルイは、軍事政権が支配する故郷を離れ、異国で懸命に働く彼女たちの活力溢れる姿に共感と親しみを感じると、自らの生き方を見直すようになる。そして、機知に富んだ若く美しいマリアに惹かれて行くと、一方のマリアもジャン＝ルイを憎からず想うようになる。急に活き活きとし出したジャン＝ルイの姿を不審に思ったシュザンヌは、ジャン＝ルイの顧客で魔性の女と噂される未亡人ベッティーナとの不倫を疑うようになる。ある夜、ジャン＝ルイがメイドたちと夕食を共にし、楽しい時間を過ごして家に帰って来ると、シュザンヌはジャン＝ルイの言葉を全く信じずに、勝手にベッティーナと過ごしていたと思い込み、一方的にジャン＝ルイを追い出す。行き場のないジャン＝ルイは6階の屋根裏部屋でメイドたちと共同生活をすることにする。生まれて初めての「自由」を満喫できる環境で、ジャン＝ルイはスペイン人メイドたちと毎日を楽しく過ごす。その様子を見たシュザンヌもまた自分の生き方を考え直すようになる。そんな中、マリアは、かつて資産家の男との間に私生児として生んで養子に出した息子ミゲルの行方を、伯母コンセプシオンから教えられると、シュザンヌと相談した上でメイドを辞めて会いに息子に行くことを決める。その事実をジャン＝ルイに伝えようとするが、なかなか伝えられないまま、ジャン＝ルイとマリアは一夜を共にする。浮かれたジャン＝ルイは仕事を辞めてマリアと暮らすことを決め、会社を部下に任せることにする。ところが、マリアは既にスペインに帰っていた。自分には「忘れて」との伝言だけを残し、何も言わずに去ったこと、その事実を他のメイドたちが隠していたことにジャン＝ルイはショックを受ける。
3年後、シュザンヌと離婚したジャン＝ルイはスペインにやってくる。コンセプシオンを訪ねたジャン＝ルイはマリアの行方を尋ねるが、息子を引き取った後は行方不明だと言われる。意気消沈して帰ろうとするジャン＝ルイに、コンセプシオンの夫フェルナンドはコンセプシオンが嘘をついており、マリアが20kmほど離れた村で暮らしていることをこっそり教える。教えられた村にやって来たジャン＝ルイは、偶然にマリアの息子ミゲルと出会う。そしてミゲルに案内された場所でマリアと再会する。マリアはジャン＝ルイに笑顔を向ける。

## キャスト
- ジャン＝ルイ・ジュベール: ファブリス・ルキーニ - フランス人資産家。証券会社を経営。
- シュザンヌ・ジュベール: サンドリーヌ・キベルラン - ジャン＝ルイの妻。地方出身にコンプレックスを抱く。
- マリア: ナタリア・ベルベケ（スペイン語版） - ジュベール家のメイドに雇われたスペイン人女性。
- コンセプシオン: カルメン・マウラ - マリアの伯母。6階の女中部屋で暮らすスペイン人メイド。
- カルメン: ロラ・ドゥエニャス - 6階の女中部屋で暮らすスペイン人メイド。共産主義に傾倒。
- ドロレス: ベルタ・オヘア（スペイン語版） - 6階の女中部屋で暮らすスペイン人メイド。信心深い。
- テレサ: ヌリア・ソレ - 5階の女中部屋で暮らすスペイン人メイド。後に美容院の経営者と結婚。
- ピラール: コンチャ・ガラン（スペイン語版） - 夫の暴力から逃れて家を出たスペイン人女中。ジャン＝ルイが家を世話する。
- コレット・ドゥ・ベルジュレ: マリー＝アルメル・ドゥギー（フランス語版） - シュザンヌのブリッジ仲間。ドロレスの雇い主。
- ニコル・ドゥ・グランクール: ミュリエル・ソルヴェ - シュザンヌのブリッジ仲間。
- ベッティーナ・ドゥ・ブロソレット: オドレイ・フルーロ - ジャン＝ルイの顧客。魔性の女と評判の未亡人。
- トリブレ夫人: アニー・メルシエ（フランス語版） - 1階に暮らす口うるさい管理人。スペイン人女中たちともめる。
- ジェルメーヌ: ミシェル・グレイゼル（フランス語版） - ジュベール家で長年働いていたメイド。

## 公開
2010年10月23日にモンペリエ国際地中海映画祭で初上映された。
2011年2月に第61回ベルリン国際映画祭で非コンペティション作品として上映された。
日本では2011年6月にフランス映画祭で『6階のマリアたち』の題で上映され、2012年7月21日にアルバトロス配給で一般上映される。

## 作品の評価

### 映画批評家によるレビュー
アロシネによれば、フランスの21のメディアによる評価の平均点は5点満点中3.5点である。
Rotten Tomatoesによれば、67件の評論のうち高評価は67%にあたる45件で、平均点は10点満点中6点となっている。
Metacriticによれば、18件の評論のうち、高評価は5件、賛否混在は12件、低評価は1件で、平均点は100点満点中52点となっている。

### 受賞歴
| 賞         | 部門           | 候補                               | 結果       |
| ---------- | -------------- | ---------------------------------- | ---------- |
| セザール賞 | 助演女優賞     | カルメン・マウラ                   | 受賞       |
| セザール賞 | 美術賞         | ピエール＝フランソワ・ランボッシュ | ノミネート |
| セザール賞 | 衣裳デザイン賞 | クリスチャン・ガスク               | ノミネート |